# Лесников Іван Олексійович
Іван Олексійович Лесников (нар. 13 січня 1941, Родакове, Слов'яносербський район, Ворошиловрадська область, УРСР) — радянський футболіст, захисник. Майстер спорту СРСР.

## Життєпис
З 1958 року грав за юнацьку команду «Трудові Резерви» (Луганськ). У березні — травні 1961 — в складі «Будівельника» (Запоріжжя). У червні перейшов у ленінградське «Динамо», за яке в першій (1962-1963) і другій (1964-1965) групі класу «А» провів 53 матчі. У 1966-1967 роках грав за «Будівельник» (Уфа), у 1968 році — за «Авангард» (Жовті Води), у грудні 1968 року — перейшов в «Автомобіліст» (Житомир), де перебував по березень 1969 року. Сезон 1969 року провів в «Енергії» (Нова Каховка), 1970 рік у команді класу «Б» «Північ» (Мурманськ).
У 1971-1979 грав за команду ленінградського ЦНДІ технології суднобудування «Шторм».